# Lake Malawi
Lake Malawi är ett tjeckiskt indiepopband från Třinec som bildades 2013. Bandet består av medlemmarna Albert Černý, Jeroným Šubrt och Antonín Hrabal. Bandet bildades av Černý efter uppbrottet av hans tidigare band Charlie Straight. Deras debutsingel We are making love again  släpptes 2015, följt av deras debutstudioalbum Surrounded by Light år  2017. 2019 stod det klart att de skulle representera Tjeckien i Eurovision Song Contest 2019 med låten "Friend of a Friend". I finalen slutade låten på en elfteplats.